# Лема
Лема (від дав.-гр. λῆμμα «припущення», λᾱβ- (λαμβάνω «я беру») + -μα (суфікс результату дії)) — доведене твердження, корисне не саме по собі, а для доказу інших тверджень. Приклади відомих лем — лема Евкліда, лема Гауса, лема Накаями, лема Джонсона-Лінденштрауса.